# Catargynnis ilsa
Catargynnis ilsa är en fjärilsart som beskrevs av Otto Thieme 1906. Catargynnis ilsa ingår i släktet Catargynnis och familjen praktfjärilar. Inga underarter finns listade i Catalogue of Life.